# Herck
La Herck (Herk en néerlandais) est une rivière de Belgique, se jetant dans le Démer à Halen, et un sous-affluent de l'Escaut par la Dyle et le Rupel.

## Géographie
Elle donne son nom aux localités de Herck-Saint-Lambert et Herck-la-Ville.
De nombreux châteaux sont situés dans la vallée de la Herck, comme le château de Rullingen.

## Étymologie
Le nom Herck provient du mot celtique arika, signifiant petite rivière ou ruisseau.

## Affluents
- Le Mombeek

## Source
- (nl) Cet article est partiellement ou en totalité issu de l’article de Wikipédia en néerlandais intitulé « Herk » (voir la liste des auteurs).